# Caerois gerdrudtus
Caerois gerdrudtus é uma borboleta neotropical da família Nymphalidae e subfamília Satyrinae, descrita em 1793 por Johan Christian Fabricius e que se distribui da Costa Rica ao Equador. Visto por cima, o padrão básico da espécie apresenta asas de coloração azulada e com reflexo iridescente; com um ocelo e uma mancha alaranjada, dois ocelos e uma mancha alaranjada ou dois ocelos bem pronunciados no ápice das asas anteriores e com ocelos mais ou menos pronunciados, formando pontuações, próximos à borda das asas posteriores. Vista por baixo, a espécie apresenta a padronagem de folha seca; com caudas bem destacadas no final das asas posteriores.

## Lagarta
A lagarta de C. gerdrudtus é de coloração predominantemente esverdeada, com um mosaico de coloração amarelada ao vermelho no dorso e um par de ramificações, como chifres, na cauda. Foi encontrada em plantas do gênero Socratea (Socratea durisima = Socratea exorrhiza) e Astrocaryum (Astrocaryum alatum).